# Mosquer dels cingles
El mosquer dels cingles
(Hirundinea ferruginea) i única espècie del gènere Hirundinea. Habita barrancs, penya-segats, ciutats i boscos poc densos de Sud-amèrica, a l'est de Colòmbia, oest i sud de Veneçuela, sud de Guyana, Guaiana Francesa, sud, est i nord del Brasil, est de l'Equador, est del Perú, Bolívia, nord-oest de l'Argentina, est del Paraguai i l'Uruguai.

## Taxonomia
La població que habita el sud i est de Brasil, Paraguai, Bolívia, Argentina i Uruguai es considera de vegades una espècie diferent:
- Hirundinea bellicosa (Vieillot, 1819) - mosquer batallaire[3]